# Tongod
Tongod ist eine Kleinstadt im malaysischen Bundesstaat Sabah. Sie gehört zum gleichnamigen Verwaltungsbezirk (Distrikt Tongod) und liegt zentral in Sabah, jeweils etwa 130 Kilometer Luftlinie von Sandakan und Kota Kinabalu entfernt. Die Siedlung ist Teil des Gebietes Sandakan Division, das die Distrikte Beluran, Kinabatangan, Sandakan und Tongod umfasst.

## Infrastruktur
Tongod ist seit 2009 über eine gut ausgebaute zweispurige Asphaltstraße mit dem 52 Kilometer entfernten Telupid verbunden. Die Anbindung an Nabawan besteht überwiegend aus nicht ausgebauten Verkehrswegen.